# Ranieri I del Monferrato
Ranieri degli Aleramici (1075 – 1137), figlio del marchese Guglielmo IV degli Aleramici e di Otta di Agliè, fu marchese del Monferrato dal 1100 alla morte.

## Biografia

### Infanzia
Ranieri nacque nel 1075, figlio del marchese Guglielmo IV degli Aleramici e di Otta di Agliè.

### Marchese del Monferrato
Le notizie su di lui sono molto scarse, nonostante il governo trentennale del suo marchesato. Compare in numerosi documenti del tempo, in uno dei quali, redatto a Sutri e datato marzo 1111, viene identificato come Raynerius de Monteferrato Marchio titolatura che viene utilizzata per la prima volta: Ranieri è quindi il primo marchese del Monferrato ad essere registrato nei documenti come tale.
Degno di rilievo è il fatto che il marchese Ranieri fondò l'Abbazia di Santa Maria di Lucedio, presso Trino. La sua politica fu improntata quasi totalmente verso un avvicinamento alla corte imperiale, anche dato il fatto che il Monferrato era a quei tempi un feudo tedesco: tale comportamento verrà seguito dai successori, seppur a volte con evidenti contraddizioni.

### Matrimonio
Il marchese si imparentò con i Borgogna, sposando nel 1105 Gisella 
(1070 – 1133), figlia di Guglielmo I, conte di Borgogna, e vedova di Umberto II il Rinforzato, conte di Savoia. Ranieri ebbe da Gisella cinque figli, di cui un maschio e quattro femmine.

### Morte
Ranieri morì nel 1137 e gli succedette l'unico figlio maschio, Guglielmo, con il nome di Guglielmo V.

## Discendenza
Da Gisella o Giselda Ranieri ebbe:
- Guglielmo (v. 1115 – 1191), che divenne marchese del Monferrato con il nome di Guglielmo V;
- Giovanna, andata sposa nel 1124 a Guglielmo Cliton (1102 – 1128), conte di Fiandra; forse sposò in seconde nozze Guido III, conte di Biandrate[2];
- Matilde, andata sposa ad Alberto Zueta, marchese di Parodi;
- Adelaide, fattasi suora;
- Isabella (ca. 1118 - ), andata sposa a Guido III, conte di Biandrate[2].

## Ascendenza
|                             |   |                     | Genitori              |  |  | Nonni |  |  | Bisnonni                     |  |  | Trisnonni               |  |
|                             |   |                     |                       |  |  |       |  |  | Guglielmo III del Monferrato |  |  | Ottone I del Monferrato |  |
|                             |   |                     |                       |  |  |       |  |  | Guglielmo III del Monferrato |  |  | Ottone I del Monferrato |  |
|                             |   | …                   |                       |  |  |       |  |  | Guglielmo III del Monferrato |  |  |                         |  |
| Ottone II del Monferrato    |   |                     |                       |  |  |       |  |  | Guglielmo III del Monferrato |  |  |                         |  |
|                             |   | Waza                | …                     |  |  |       |  |  |                              |  |  |                         |  |
|                             |   | Waza                | …                     |  |  |       |  |  |                              |  |  |                         |  |
|                             |   | Waza                | …                     |  |  |       |  |  |                              |  |  |                         |  |
| Guglielmo IV del Monferrato |   | Waza                |                       |  |  |       |  |  |                              |  |  |                         |  |
|                             |   | Amedeo II di Savoia | Oddone di Savoia      |  |  |       |  |  |                              |  |  |                         |  |
|                             |   | Amedeo II di Savoia | Oddone di Savoia      |  |  |       |  |  |                              |  |  |                         |  |
|                             |   | Amedeo II di Savoia | Adelaide di Susa      |  |  |       |  |  |                              |  |  |                         |  |
| Costanza di Savoia          |   | Amedeo II di Savoia |                       |  |  |       |  |  |                              |  |  |                         |  |
|                             |   | Giovanna di Ginevra | Geroldo II di Ginevra |  |  |       |  |  |                              |  |  |                         |  |
|                             |   | Giovanna di Ginevra | Geroldo II di Ginevra |  |  |       |  |  |                              |  |  |                         |  |
|                             |   | Giovanna di Ginevra | Gisella di Borgogna   |  |  |       |  |  |                              |  |  |                         |  |
| Ranieri I del Monferrato    |   | Giovanna di Ginevra |                       |  |  |       |  |  |                              |  |  |                         |  |
|                             | … | …                   |                       |  |  |       |  |  |                              |  |  |                         |  |
|                             | … | …                   |                       |  |  |       |  |  |                              |  |  |                         |  |
|                             | … | …                   |                       |  |  |       |  |  |                              |  |  |                         |  |
| Tibaldo di Agliè            | … |                     |                       |  |  |       |  |  |                              |  |  |                         |  |
|                             |   | …                   | …                     |  |  |       |  |  |                              |  |  |                         |  |
|                             |   | …                   | …                     |  |  |       |  |  |                              |  |  |                         |  |
|                             |   | …                   | …                     |  |  |       |  |  |                              |  |  |                         |  |
| Otta di Agliè               |   | …                   |                       |  |  |       |  |  |                              |  |  |                         |  |
|                             |   | …                   | …                     |  |  |       |  |  |                              |  |  |                         |  |
|                             |   | …                   | …                     |  |  |       |  |  |                              |  |  |                         |  |
|                             |   | …                   | …                     |  |  |       |  |  |                              |  |  |                         |  |
| …                           |   | …                   |                       |  |  |       |  |  |                              |  |  |                         |  |
|                             |   | …                   | …                     |  |  |       |  |  |                              |  |  |                         |  |
|                             |   | …                   | …                     |  |  |       |  |  |                              |  |  |                         |  |
|                             |   | …                   | …                     |  |  |       |  |  |                              |  |  |                         |  |
|                             |   | …                   |                       |  |  |       |  |  |                              |  |  |                         |  |